# Jessica Keiser
Jessica Keiser (* 4. Februar 1994) ist eine Schweizer Snowboarderin. Sie startet in den Paralleldisziplinen.

## Werdegang
Keiser, die für den SC Beckenried-Klewenalp startet, nahm im Februar 2011 in Rogla erstmals am Europacup teil und errang dabei den 30. Platz im Parallel-Riesenslalom. In den folgenden Jahren kam sie bei der Winter-Universiade 2013 am Monte Bondone auf den 18. Platz im Parallel-Riesenslalom, bei den Juniorenweltmeisterschaften 2014 in Chiesa in Valmalenco auf den 18. Platz im Parallel-Riesenslalom sowie auf den 13. Rang im Parallelslalom und bei der Winter-Universiade 2015 in der Sierra Nevada auf den 16. Platz im Parallel-Riesenslalom. Ihr Debüt im Snowboard-Weltcup gab sie im Dezember 2016 in Cortina d’Ampezzo, welches sie auf dem 36. Platz im Parallelslalom beendete. In der Saison 2017/18 erreichte sie mit Platz zwei im Parallel-Riesenslalom im Lachtal ihre erste Podestplatzierung im Europacup und zum Saisonende den vierten Platz in der Parallelwertung. In der folgenden Saison gewann sie mit je einen sowie dritten Platz und zwei zweiten Plätzen die Parallelwertung des Europacups. Nachdem Plätzen 26 und 21 beim Weltcup in Bannoye zu Beginn der Saison 2019/20, kam sie im Europacup siebenmal unter die ersten Zehn und errang damit den vierten Platz in der Parallelwertung. In der Saison 2020/21 erreichte sie mit Platz sieben im Carezza und Rang sechs in Bannoye jeweils im Parallel-Riesenslalom ihre ersten Top-Zehn-Platzierungen im Weltcup und zum Saisonende den 13. Platz im Parallel-Weltcup sowie den 11. Rang im Parallel-Riesenslalom-Weltcup. Beim Saisonhöhepunkt, den Snowboard-Weltmeisterschaften 2021 in Rogla, belegte sie den 15. Platz im Parallelslalom und den 13. Rang im Parallel-Riesenslalom. Im folgenden Jahr errang sie in Peking bei ihrer ersten Olympiateilnahme den 28. Platz im Parallel-Riesenslalom.

## Teilnahmen an Weltmeisterschaften und Olympischen Winterspielen

### Olympische Winterspiele
- 2022 Peking: 28. Platz Parallel-Riesenslalom

### Snowboard-Weltmeisterschaften
- 2021 Rogla: 13. Platz Parallel-Riesenslalom, 15. Platz Parallelslalom
- 2023 Bakuriani: 12. Platz Parallel-Riesenslalom, 16. Platz Parallelslalom
- 2025 Engadin: 41. Platz Parallel-Riesenslalom

## Weltcup-Gesamtplatzierungen
| Saison  | Parallel | Parallel | Parallel-Riesenslalom | Parallel-Riesenslalom | Parallelslalom | Parallelslalom |
| Saison  | Punkte   | Platz    | Punkte                | Platz                 | Punkte         | Platz          |
| ------- | -------- | -------- | --------------------- | --------------------- | -------------- | -------------- |
| 2016/17 | 19,7     | 51.      | -                     | -                     | 19,7           | 47.            |
| 2018/19 | 215      | 37.      | 170                   | 33.                   | 45             | 41.            |
| 2019/20 | 648      | 29.      | 338                   | 31.                   | 310            | 26.            |
| 2020/21 | 181      | 13.      | 128                   | 11.                   | 53             | 20.            |
| 2021/22 | 115      | 21.      | 82                    | 21.                   | 33             | 21.            |
| 2022/23 | 305      | 12.      | 114                   | 16.                   | 192            | 7.             |
| 2023/24 | 24       | 38.      | 6                     | 45.                   | 18             | 33.            |
| 2024/25 | 142      | 25.      | 78                    | 28.                   | 64             | 17.            |